# Loos (Pyrénées-Atlantiques)
Pour les articles homonymes, voir Loos.
Loos est une ancienne commune française du département des Pyrénées-Atlantiques. Le 22 mars 1842, la commune fusionne avec Caubios pour former la nouvelle commune de Caubios-Loos.

## Géographie
Loos est situé à quinze kilomètres au nord de Pau.

## Toponymie
Le toponyme Loos apparaît sous les formes 
Alos (1376, montre militaire de Béarn) et 
Los (1385, censier de Béarn).

## Histoire
Paul Raymond note qu'en 1385, Loos comptait treize feux et dépendait du bailliage de Pau.

## Démographie
| 1793 | 1800 | 1806 | 1821 | 1831 | 1836 |
| ---- | ---- | ---- | ---- | ---- | ---- |
| 131  | 111  | -    | 99   | 114  | 122  |

## Pour approfondir